# Cantó de Pantin-Oest
El cantó de Pantin-Oest és un antic cantó francès del departament de Sena Saint-Denis, que estava situat al districte de Bobigny. Comptava amb part del municipi de Pantin.
Al 2015 va desaparèixer i el seu territori va passar a formar part del nou cantó de Pantin.

## Municipis
- Pantin (part)

## Història
| Data d'elecció                           | Identitat      | Partit | Qualitat |
| ---------------------------------------- | -------------- | ------ | -------- |
| 1976-1985                                | Jacques Isabet | PCF    |          |
| 1985-1998                                | Jacques Oudot  | RPR    |          |
| 1998-                                    | Bertrand Kern  | PS     |          |
| les dades anteriors no són pas conegudes |                |        |          |
|                                          |                |        |          |

## Demografia
| A partir de 1990: Població sense dobles comptes |